# Chaetothiersia vernalis
Chaetothiersia vernalis är en svampart som beskrevs av B.A. Perry & Pfister 2008. Chaetothiersia vernalis ingår i släktet Chaetothiersia och familjen Pyronemataceae.   Inga underarter finns listade i Catalogue of Life.